# Marcênio
Marcênio Ribeiro da Silva, noto semplicemente come Marcênio (Campo Grande, 5 ottobre 1987), è un giocatore di calcio a 5 brasiliano.
Con la nazionale brasiliana è stato campione del mondo nel 2024 e campione sudamericano nel 2024.

## Carriera

### Club
Marcênio è un laterale che fa della fisicità uno dei suoi punti di forza; più a suo agio nella fase difensiva che in quella offensiva, durante la carriera è stato talvolta schierato come ultimo. Dopo gli inizi in alcune squadre del Mato Grosso do Sul come ABC e Santa Fé, Marcênio approda all'età di 19 anni al più competitivo campionato paulista. Nel 2009 viene tesserato dal Carlos Barbosa con cui vince un campionato e una coppa nazionale ma soprattutto un torneo sudamericano e una coppa Intercontinentale. Nel 2013 viene acquistato dalla Gazprom Jugra, in cui rimane per i successivi sei anni. Dopo aver vinto due campionati e altrettante coppe, nonché la Coppa UEFA 2015-16, Marcênio si svincola dai russi nel dicembre del 2019, accordandosi con il Barcellona già dal gennaio seguente. Dopo quattro stagioni e mezza, arricchite da una dozzina di trofei, il 30 giugno 2023 il calcettista conclude la militanza nei catalani.

### Nazionale
Marcênio ha disputato, con la Nazionale maschile di calcio a 5 del Brasile, la Copa América 2022, conclusa dai verdeoro al terzo posto, e la vittoriosa edizione successiva.

## Palmarès

### Club

#### Competizioni nazionali
- Campionato brasiliano: 1
Carlos Barbosa: 2009
- Taça Brasil: 1
Carlos Barbosa: 2009
- Campionato russo: 2
Gazprom Jugra: 2014-15, 2017-18
- Coppa di Russia: 2
Gazprom Jugra: 2015-16, 2017-18
- Campionato spagnolo: 4
Barcellona: 2018-19, 2020-21, 2021-22, 2022-23
- Coppa di Spagna: 3
Barcellona: 2018-19, 2019-20, 2021-22
- Coppa del Re: 3
Barcellona: 2018-19, 2019-20, 2022-23
- Supercoppa di Spagna: 3
Barcellona: 2019, 2021, 2022

#### Competizioni internazionali
- Coppa Libertadores: 1
Carlos Barbosa: 2010-11
- Coppa Intercontinentale: 1
Carlos Barbosa: 2012
- UEFA Champions League: 3
Gazprom Jugra: 2015-16
Barcellona: 2019-20, 2021-22

### Nazionale
- Coppa America: 1
Paraguay 2024
- Campionato mondiale: 1
Uzbekistan 2024